# Área de Relevante Interesse Ecológico Serra da Abelha
A área de relevante interesse ecológico da Serra da Abelha é uma unidade de conservação brasileira de uso sustentável da natureza localizada nos municípios catarinenses de Vitor Meireles e Santa Terezinha.

## História
A Resolução nº 005 do Conselho Nacional do Meio Ambiente (CONAMA), de 17 de outubro de 1990, propôs à Presidência da República um decreto para a criação de uma área de relevante interesse ecológico (ARIE) no município catarinense de Vitor Meireles. A criação oficial da ARIE Serra da Abelha deu-se através do Decreto s/n de 25 de maio de 1996, publicado no Diário Oficial da União em 29 de maio de 1996.

## Caracterização da área
Abrangendo 5 017 ha, a ÁRIE Serra da Abelha está inserida no bioma da Mata Atlântica, na zona de transição entre as florestas ombrófila mista e ombrófila densa. Seus objetivos incluem a manutenção dos ecossistemas naturais da região, de grande importância científica, por sua biodiversidade e características fitossociológicas, e a regulação do uso admissível dessas áreas, de modo a conservá-lo para as gerações futuras.